# قضية طبيعية
الطبيعية هي القضية التي حكم فيها على نفس الحقيقة، كقولنا: الحيوان جنس والإنسان نوع، ينتج: الحيوان نوع، وهو غير جائز، يعني أن الحكم في الحقيقة الكلية على جميع ما هو فرد بحسب نفس الأمر الكلي الواقع عنوانا، سواء كان ذلك الفرد موجودا في الخارج أو لا.